# 宝木範義
宝木 範義（たからぎ のりよし、1944年1月1日 - ）は、日本の美術評論家。近代美術史、デザイン史専攻。
東京都生まれ。1971年早稲田大学大学院美術史修士課程修了。世田谷美術館学芸部長を経て、明星大学造形芸術学部教授。2014年退任。

## 著書
- 『パリ物語』新潮選書 1984、講談社学術文庫 2005
- 『ウィーン物語』新潮選書 1991、講談社学術文庫 2006

### 編著・監修
- 『世界の素描 18 コロー』編著 講談社 1979
- 『現代日本素描全集 10 宮本三郎』責任編集 ぎょうせい 1992
- 『現代日本素描全集 7 髙山辰雄』責任編集 ぎょうせい 1992
- 『すぐわかる西洋の美術 絵画・彫刻&建築と工芸』監修 東京美術 2000
- 『鴨居玲画集』日動出版部 2000

### 翻訳
- 『エミール・ノルデ』ヴェルナー・ハフトマン解説 大高保二郎共訳 美術出版社 1970
- O.ビハリ・メリン『現代芸術の冒険』坂崎乙郎共訳 鹿島研究所出版会・SD選書 1974
- ベティ・L.シュレム著、チャールズ・モバリ編『水彩画の展開 光と色彩』グラフィック社 1979
- ジェフリー・キャンプ『デッサン技法』講談社 1982
- ニコス・スタンゴス編『20世紀美術 フォーヴィスムからコンセプチュアル・アートまで』PARCO出版 1986

## 論文
- 宝木範義